# Kanton Brunoy
Kanton Brunoy is een voormalig kanton van het Franse departement Essonne. Kanton Brunoy maakte deel uit van het arrondissement Évry en telt 23.617 inwoners (1999). Het werd opgeheven bij decreet van 24 februari 2014, met uitwerking op 22 maart 2015.

## Gemeenten
Het kanton Brunoy omvatte de volgende gemeente:
- Brunoy